# Hackensack (Nueva Jersey)
Hackensack es una ciudad ubicada en el condado de Bergen en el estado estadounidense de Nueva Jersey. En el año 2009 tenía una población de 42.839 habitantes y una densidad poblacional de 3,999.4 personas por km². La Universidad Fairleigh Dickinson está ubicada en 1000 River Rd, Teaneck, Nueva Jersey, en ambas orillas del río Hackensack, en Hackensack y Teaneck.

## Demografía
Según la Oficina del Censo en 2000 los ingresos medios por hogar en la localidad eran de $49,316 y los ingresos medios por familia eran $56,953. Los hombres tenían unos ingresos medios de $39,636 frente a los $32,911 para las mujeres. La renta per cápita para la localidad era de $26,856. Alrededor del 9.3% de la población estaba por debajo del umbral de pobreza.